# San Diego Film Critics Society Awards 2017
22. ročník předávání cen San Diego Film Critics Society Awards se konal dne 11. prosince 2017. Nominace byly oznámeny dne 9. prosince 2017.

## Vítězové a nominovaní

### Nejlepší film
Uteč
- Lady Bird
- Tři billboardy kousek za Ebbingem
- Dunkerk
- Dej mi své jméno

### Nejlepší režisér
Greta Gerwig – Lady Bird
- Guillermo del Toro – Tvář vody
- Jordan Peele – Uteč
- Martin McDonagh – Tři billboardy kousek za Ebbingem
- Christopher Nolan – Dunkerk

### Nejlepší adaptovaný scénář
Scott Neustadter a Michael H. Weber – The Disaster Artist: Úžasný propadák
- Virgil Williams a Dee Rees – Mudbound
- James Ivory – Dej mi své jméno
- Sofia Coppola – Oklamaný
- James Gray – Ztracené město Z

### Nejlepší původní scénář
Jordan Peele – Uteč
- Emily V. Gordon a Kumail Nanjiani – Pěkně blbě
- Greta Gerwig – Lady Bird
- Martin McDonagh – Tři billboardy kousek za Ebbingem
- Christopher Nolan – Dunkerk

### Nejlepší herec v hlavní roli
James McAvoy – Rozpolcený
- Timothée Chalamet – Dej mi své jméno
- Gary Oldman – Nejtemnější hodina
- James Franco – The Disaster Artist: Úžasný propadák
- Robert Pattinson – Dobrý časy

### Nejlepší herečka v hlavní roli
Sally Hawkins – Maudie
- Frances McDormandová – Tři billboardy kousek za Ebbingem
- Saoirse Ronan – Lady Bird
- Margot Robbie – Já, Tonya
- Sally Hawkins – Tvář vody

### Nejlepší herec ve vedlejší roli
Sam Rockwell – Tři billboardy kousek za Ebbingem
- Willem Dafoe – The Florida Project
- Woody Harrelson – Tři billboardy kousek za Ebbingem
- Ethan Hawke – Maudie
- Oscar Isaac – Suburbicon: Temné předměstí

### Nejlepší herečka ve vedlejší roli
Laurie Metcalf – Lady Bird (remíza)
Allison Janney – Já, Tonya (remíza)
- Holly Hunter – Pěkně blbě
- Bria Vinaite – The Florida Project
- Catherine Keener – Uteč

### Nejlepší dokument
Jane
- Ex Libris: knihovny New Yorku
- Visages, villages
- Poslední v Aleppu
- The Work

### Nejlepší cizojazyčný film
Thelma
- Čtverec
- Druhá strana naděje
- 120 BPM

### Nejlepší animovaný film
Můj život Cuketky
- Mimi šéf
- Coco
- S láskou Vincent
- Jak se mi potopila střední škola

### Nejlepší kamera
Hoyte van Hoytema – Dunkerk 
- Roger Deakins – Blade Runner 2049
- Dan Laustsen – Tvář vody
- Ben Richardson – Wind River
- Darius Khondji – Ztracené město Z

### Nejlepší střih
Jonathan Amos a Paul Machliss – Baby Driver
- Lee Smith – Dunkerk
- Sidney Wolinsky – Tvář vody
- Sarah Broshar a Michael Kahn – Akta Pentagon: Skrytá válka
- Jon Gregory – Tři billboardy kousek za Ebbingem

### Nejlepší vizuální efekty
Válka o planetu opic
- Tvář vody
- Kráska a zvíře
- Dunkerk
- Blade Runner 2049

### Nejlepší výprava
Paul D. Austerberry – Tvář vody
- Sarah Greenwood – Kráska a zvíře
- Alessandra Querzola a Deenis Gassner – Blade Runner 2049
- Nathan Crowley – Dunkerk
- Anne Ross – Oklamaný

### Nejlepší hudba
Baby Driver
- Dunkerk
- Tvář vody
- Dej mi své jméno
- Kráska a zvíře

### Objev roku
Timothée Chalamet
- Barry Keoghan
- Greta Gerwig
- Jordan Peele
- Sophia Lillis
- Brooklynn Prince

### Nejlepší práce
Michael Stuhlbarg – Akta Pentagon: Skrytá válka, Dej mi své jméno, Tvář vody

### Nejlepší komediální výkon
Daniel Craig – Loganovi parťáci
- James Franco – The Disaster Artist: Úžasný propadák
- Ezra Miller – Liga spravedlnosti
- Ray Romano – Pěkně blbě
- LilRel Howery – Uteč

### Nejlepší kostýmy
Jacqueline Durran – Kráska a zvíře (remíza)
Mark Bridges – Nit z přízraků (remíza)
- Jenny Eagan – Nepřátelé
- Stacey Battat – Oklamaný
- Sonia Grande – Ztracené město Z
- Luis Sequeira – Tvář vody

### Nejlepší obsazení
Mudbound
- Lady Bird
- Akta Pentagon: Skrytá válka
- Tři billboardy kousek za Ebbingem
- Uteč